# Guaita (Familie)

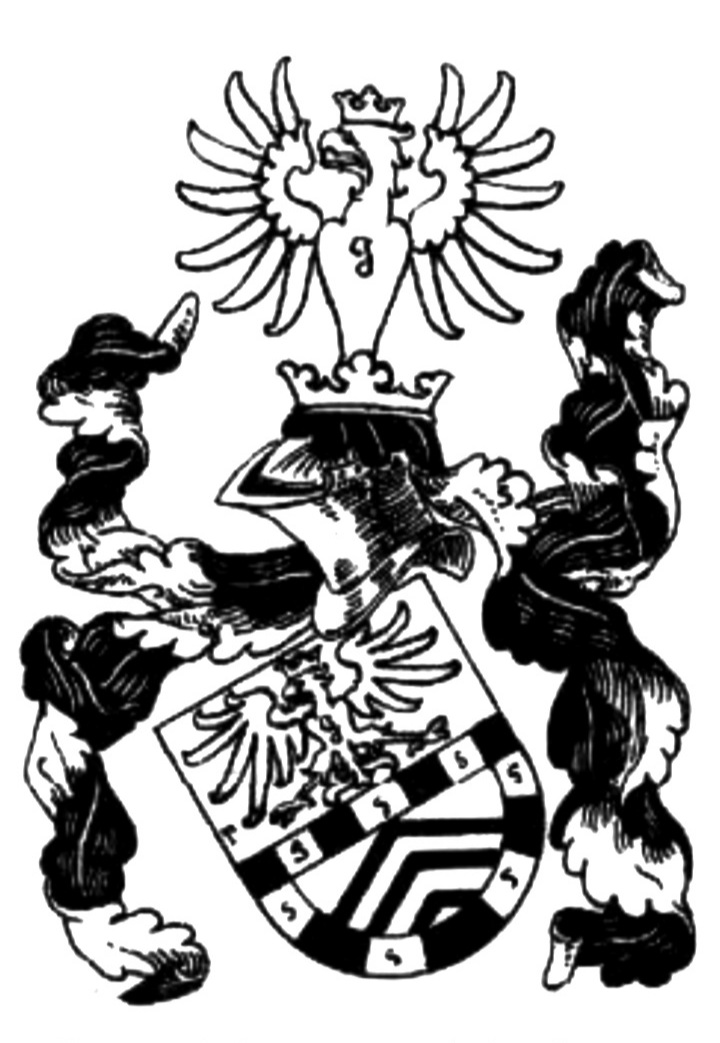
Wappen des Geschlechts Guaita

Die Familie Guaita gehörte vom 17. bis zum 19. Jahrhundert zu den angesehensten und einflussreichsten Familien in Frankfurt am Main. Sie stammte ursprünglich aus dem Dorf Codogna oberhalb von Menaggio am Comer See. Am 24. Februar 1660 wurde Francisco de Guaita erstmals in Frankfurt als Pomeranzenjunge erwähnt. So nannte man damals die aus Oberitalien eingewanderten Südfrüchtehändler, zu denen auch die Brentanos zählten. Ein Nebenzweig der Frankfurter Linie ließ sich zu Beginn des 18. Jahrhunderts als Nadelfabrikanten in Aachen sowie in Frankreich nieder.

## Frankfurter Linie

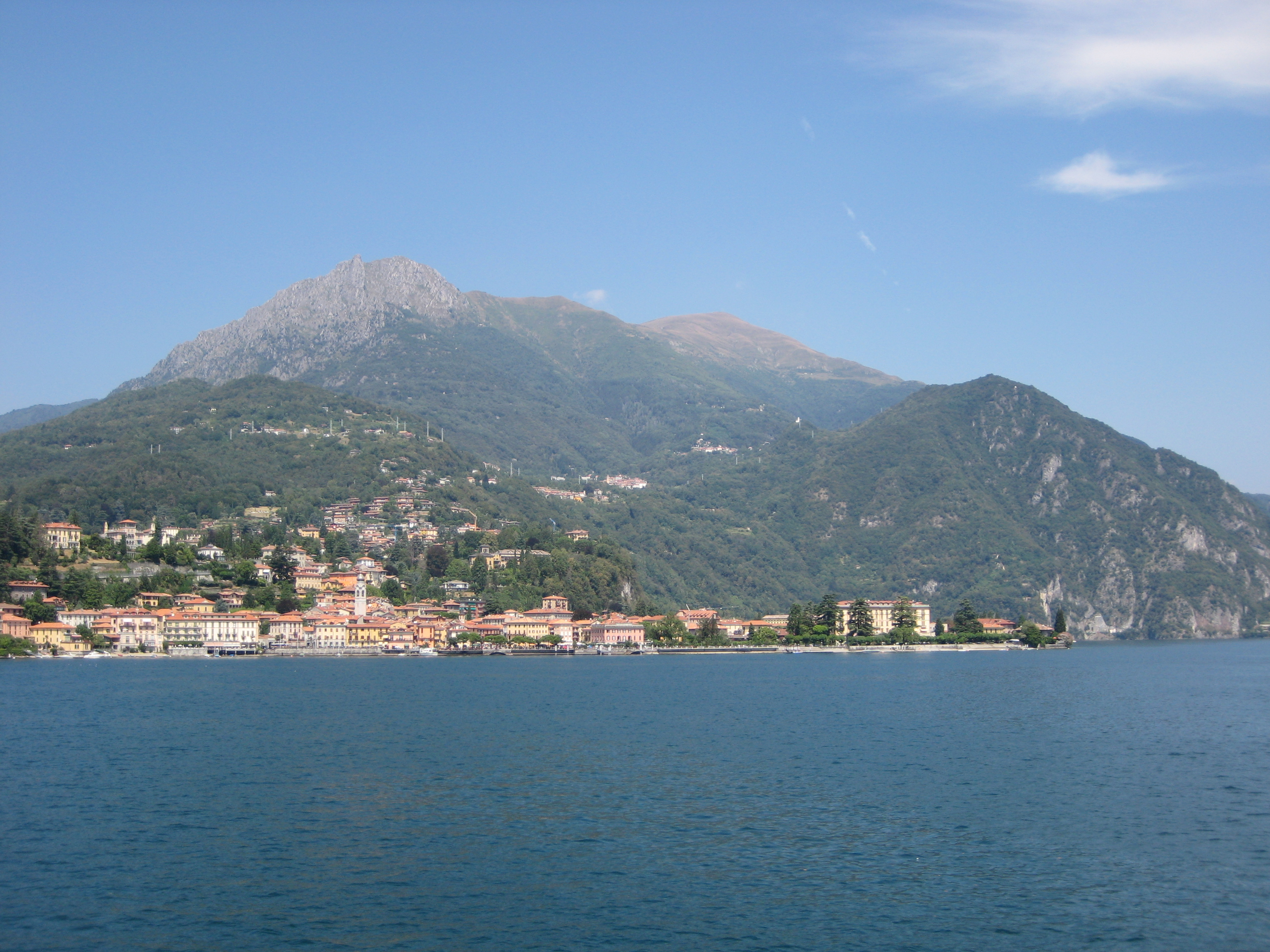
Menaggio am Comer See heute, Herkunftsort der Familie

1665 gründete Innocentius Guaita († 1697) mit seinem Bruder das Handelshaus Innocentio & Matthäo Guaita, das seine Geschäftsräume im Nürnberger Hof unterhielt. In der streng lutherischen Reichsstadt Frankfurt erregte die erfolgreiche Geschäftstätigkeit der katholischen Einwanderer den Argwohn der eingesessenen Patrizier. Das Bürgerrecht blieb ihnen daher zunächst verwehrt. Erst im 18. Jahrhundert begannen beide Seiten Zugeständnisse zu machen. Johann Gottfried Guaita (* 1710/11, † 1775), ein ehemaliger Dominikaner, konvertierte 1738, erwarb das Bürgerrecht und ließ sich als Privatlehrer, Verfasser von antiklerikalen Streitschriften und Leichenbitter in Frankfurt nieder. Sein Vetter Anton Maria Guaita (* 1721, † 1808) wurde durch Heirat mit der Bürgerstochter Johanna Claudia Monet Frankfurter Bürger, ohne seine Konfession wechseln zu müssen.
Die Familie Guaita erwarb großen Landbesitz vor den Toren Frankfurts, darunter das Landhaus Mainlust, auf dessen Gelände sich heute die Grünanlage Nizza am Mainufer befindet, sowie den Guaitaschen Garten vor dem Eschenheimer Tor.
Bedeutendstes Mitglied der Familie Guaita wurde Georg Friedrich Guaita, der 1822 erster römisch-katholischer Bürgermeister von Frankfurt wurde. Bis 1838 verwaltete er dieses Amt sieben Mal, öfter als jeder andere in der Geschichte Frankfurts. Die Brüder Georg und Stephan Guita sowie deren Vettern, die Brüder Ludwig und Georg Johann Friedrich Guita erhielten am 30. März 1813 zu Aschaffenburg die Fürstprimatische Adelsanerkennung und Wappenbestätigung.
Die noch heute bestehende Guaitasche Stiftung, eine Versorgungsanstalt für unbemittelte Mädchen und verschämte Arme römisch-katholischen Bekenntnisses und für hilfsbedürftige unverheiratete oder verwitwete Männer über 60 Jahre, geht auf den Kaufmann Stephan von Guaita (* 1772, † 1848, Sohn von Anton Maria Guaita) und seine Frau Catharina Clara geb. Besel zurück.
Letzter Kaufmann in der Familie war der Geheime Kommerzienrat Max von Guaita (* 1842, † 1903).
Nach der Familie Guaita ist die Guaitastraße in Frankfurt-Ginnheim benannt. Die Familiengrabstätte (Gewann J Nr. 331-334) befindet sich auf dem Frankfurter Hauptfriedhof.

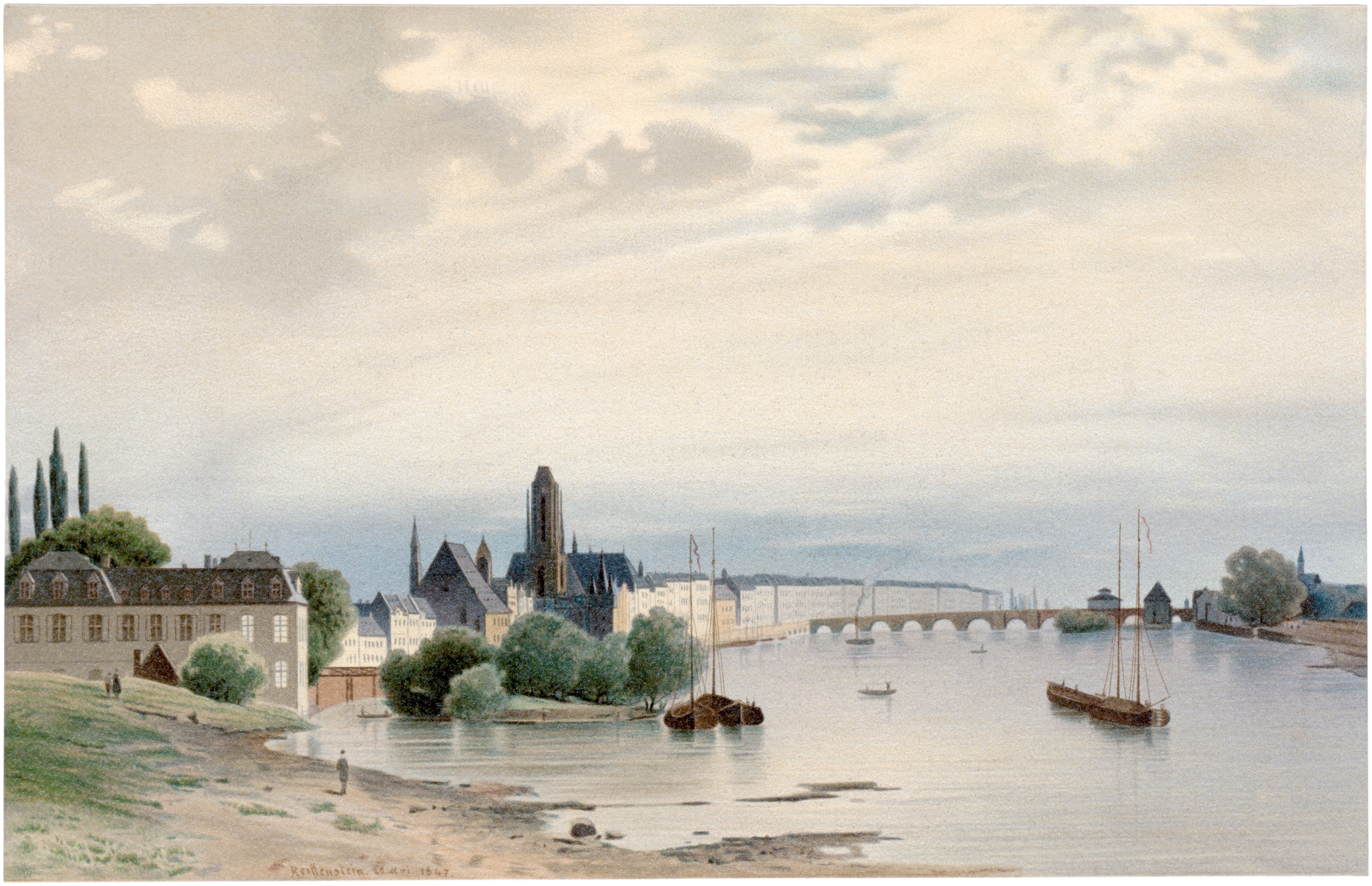
Ehemaliges Landhaus Mainlust (Links) der Familie Guaita, heute Grünanlage Nizza
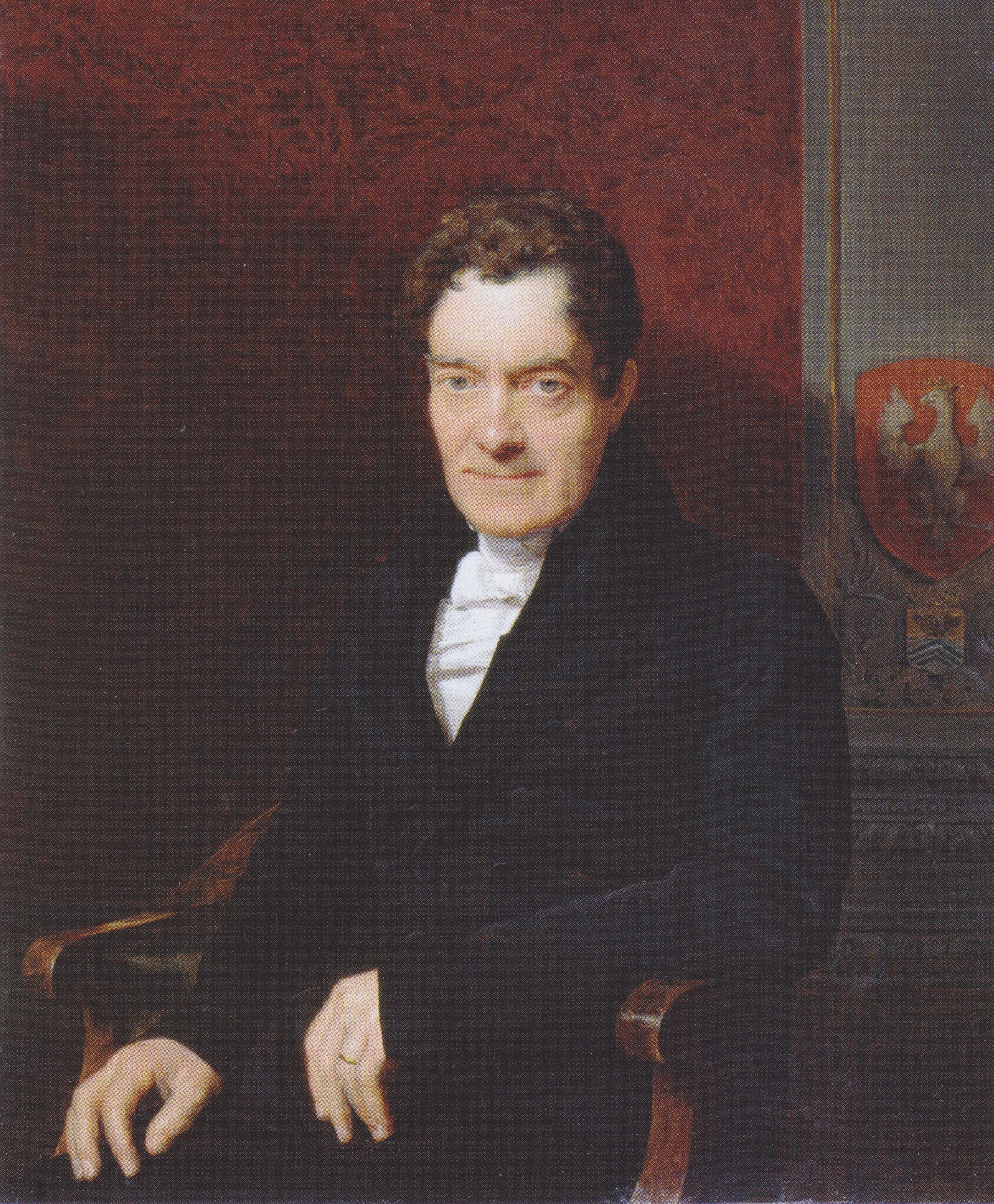
Georg Friedrich von Guaita, 1834 Porträt von Ferdinand Georg Waldmüller
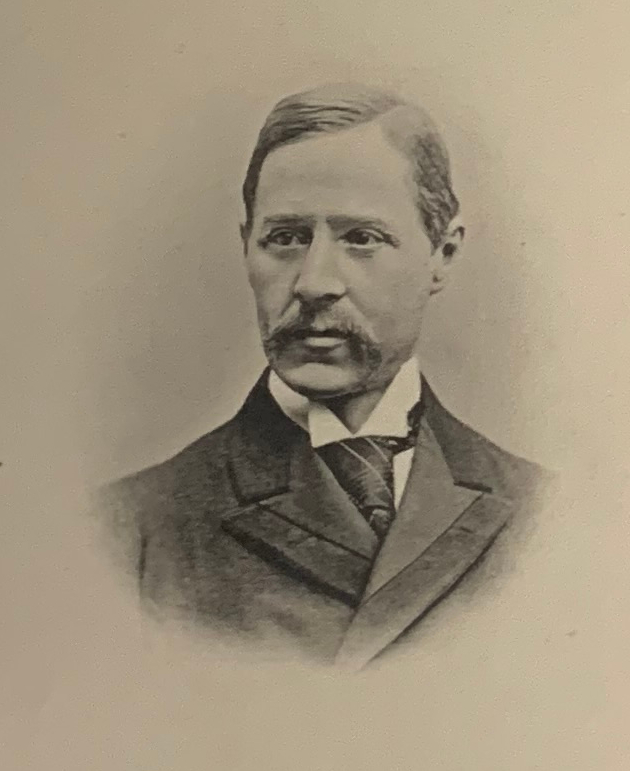
Max von Guaita
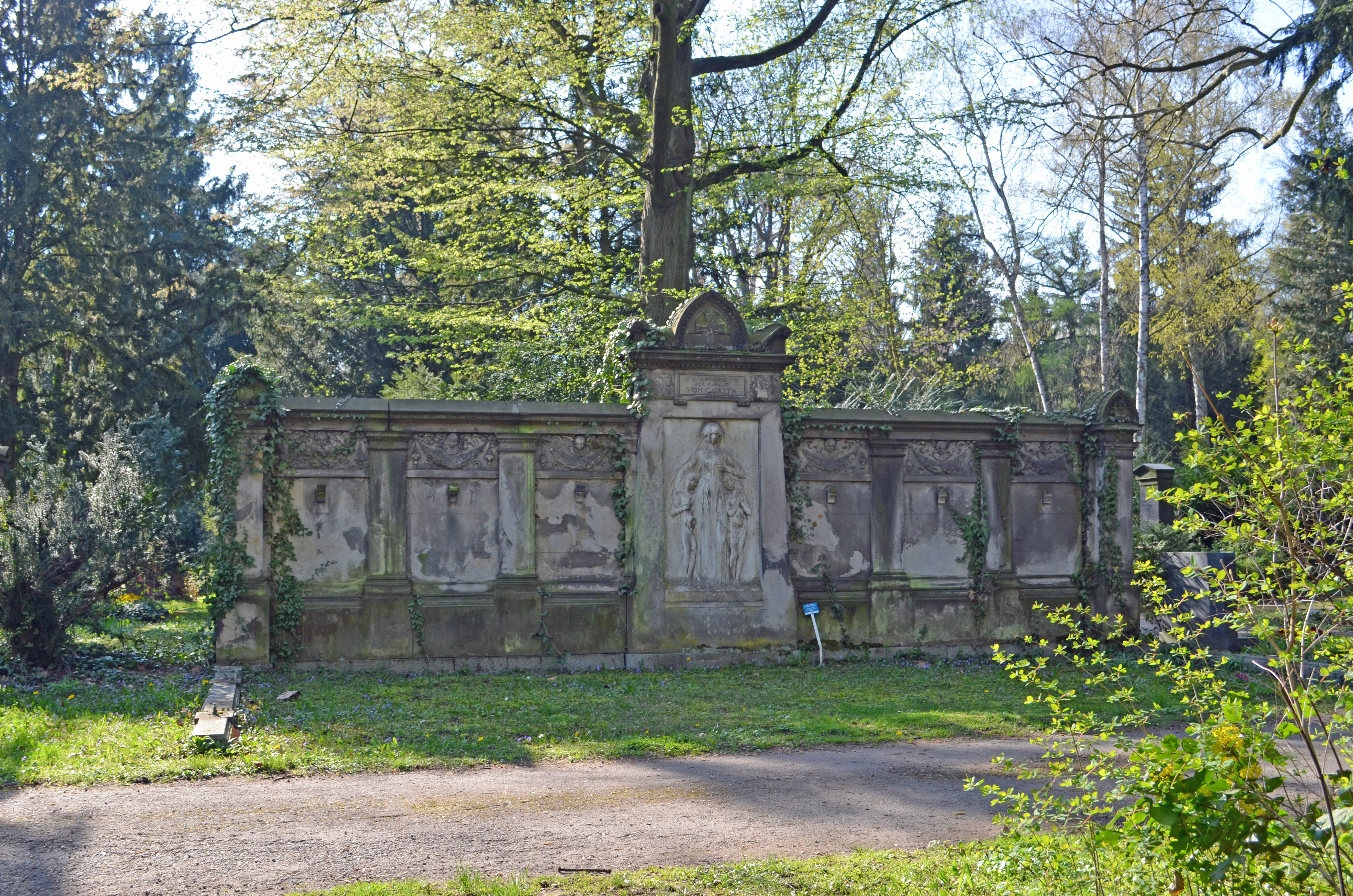
Familiengrab auf dem Frankfurter Hauptfriedhof

## Aachener Linie

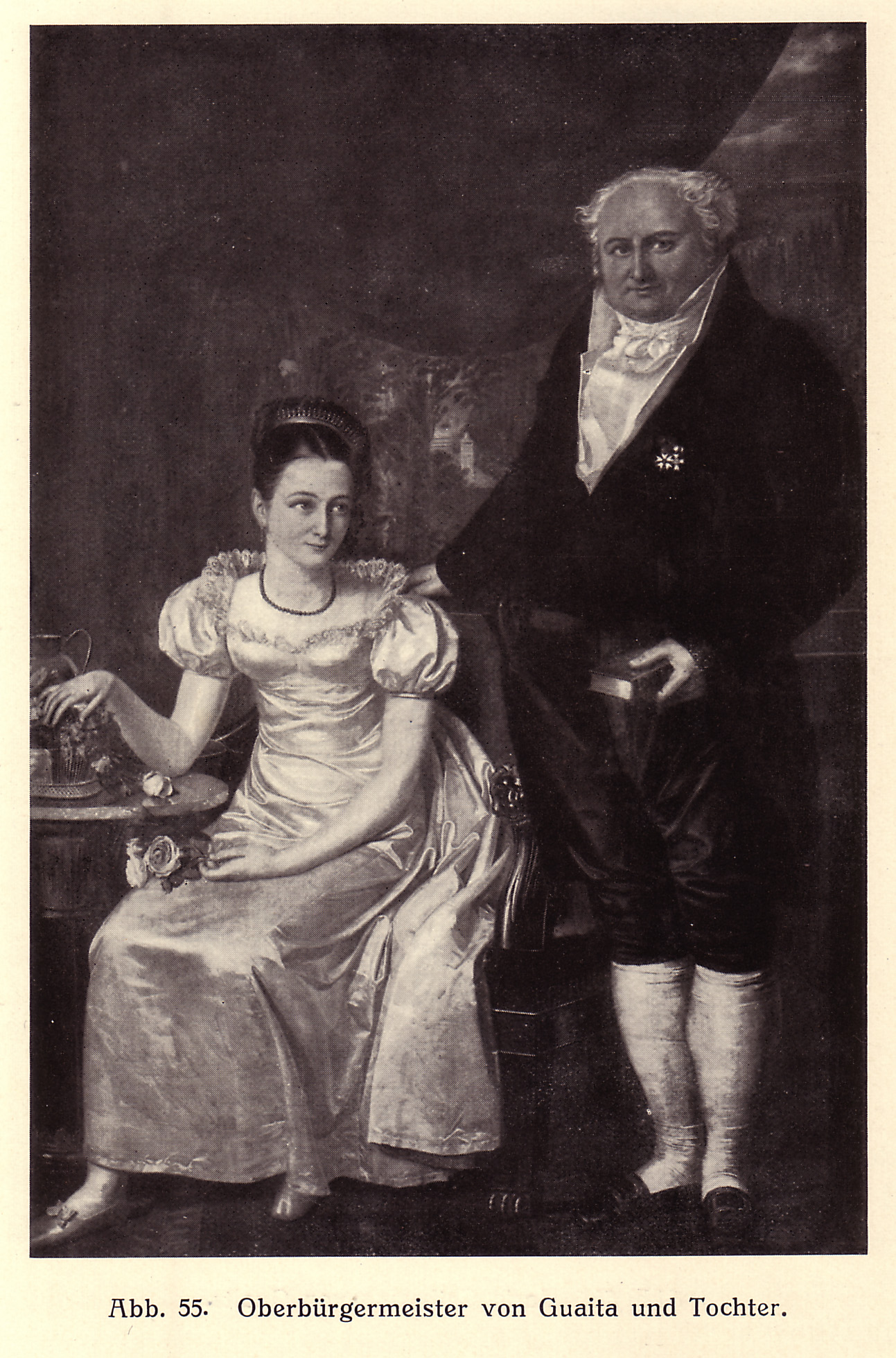
Cornelius von Guaita mit Tochter Maria Catharina Josepha, Gemälde von Johann Baptist Joseph Bastiné

In der ersten Hälfte des 18. Jahrhunderts ließ sich aus Köln kommend zunächst ein gewisser Martin Paul von Guaita in Aachen nieder, welcher am 6. August 1754 von Kaiser Franz I. sein Adelsdiplom erhielt. Er war verheiratet und hatte zehn Kinder, darunter fünf Söhne, von denen Johann Baptist Xavier von Guaita (* 1735) über viele Jahre hinweg als Geschworener dem Werkmeistergericht Aachens angehörte und ein anderer Sohn, Bernhard Maria Joseph von Guaita (* 1737) ab dem 14. Januar 1763 in Aachen als Kanonikus des Aachener Münsterstiftes und als geistlicher Rat des Kurfürsten von Trier bekannt geworden war.
Gegen Ende des 18. Jahrhunderts übernahm schließlich Cornelius von Guaita (1766–1821), offensichtlich ein Enkel des oben genannten Martin von Guaita eine bedeutende Nadelfabrik in Aachen und wurde darüber hinaus während der französischen Besatzungszeit zunächst zum Maire und nach dem Abzug der Franzosen zum ersten Oberbürgermeister der Stadt Aachen sowie zum Präsidenten der IHK Aachen gewählt.
Die Familie hatte sich im Laufe ihres bisherigen Aachener Daseins einen bedeutenden Wohlstand erarbeitet und erwarb unter anderem die Güter Berger-Hochkirchen im Ortsteil Laurensberg und Soerser Hochkirchen im Ortsteil Soers sowie weitere in der Nähe befindliche Gutsanlagen. Darüber hinaus besaßen sie in der Aachener Rosstraße eine komfortable Häuserzeile, zu denen eine von Jakob Couven um 1780 entworfene Rokoko-Treppenanlage gehörte, die als Guaita’sche Gartentreppe bezeichnet wurde. Diese wurde später in den Stadtgarten Aachen transloziert.
Zu Ehren der Familie Guaita wurde im Rosviertel eine Straße nach ihnen umbenannt. Heute scheint die Familie im Raum Aachen im Namensstamm nicht mehr existent zu sein. Dafür kann man ihre Grabstätten im denkmalgeschützten Aachener Ostfriedhof besichtigen.

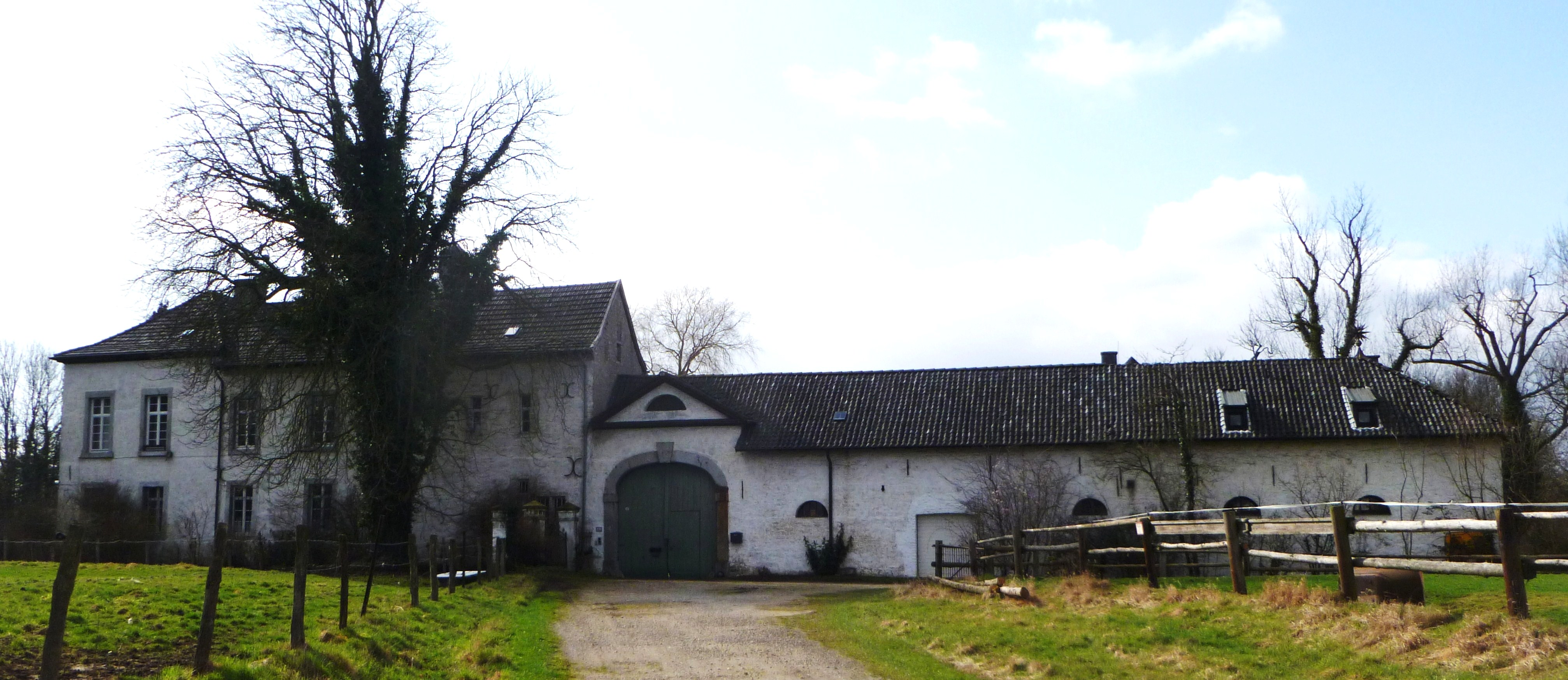
Ehem. Rittergut Berger Hochkirchen, zeitweise Sitz der Familie
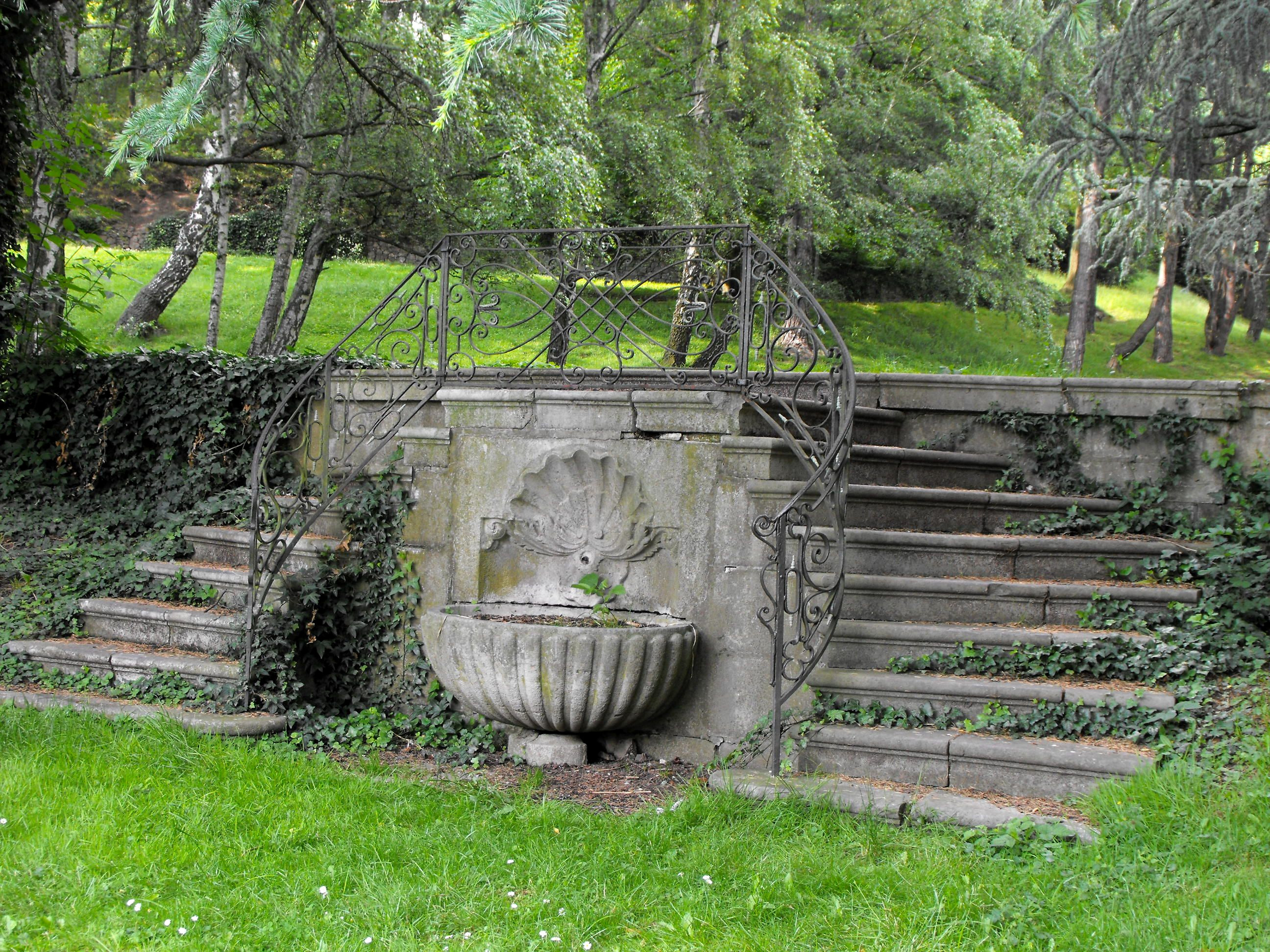
Guaita’sche Gartentreppe, transloziert in den Stadtgarten

## Bedeutende Persönlichkeiten
aus dem Frankfurter Zweig dieser Familie
- Georg Friedrich von Guaita (1772–1851), Bürgermeister von Frankfurt
- Franz Georg Carl von Guaita (1810–1868), Abgeordneter
- Leon von Guaita (1878–1932), deutscher Landadliger
- Mathilde von Guaita (1850–1890), Mäzenin der Stadt Frankfurt
- Max von Guaita (1842–1903), Kaufmann und Kommunalpolitiker, Erbauer der Villa Guaita

aus dem Aachener Zweig dieser Familie
- Cornelius von Guaita (1766–1820), deutscher Oberbürgermeister und letzter Maire der Stadt Aachen

## Wappen
Blasonierungen:
- Wappen von 1754: Der Schild geteilt, oben in Rot ein gekrönter goldener Adler, unten in Silber mit schwarz-silbern gestücktem Bord drei schwarze Sparren. Auf dem gekrönten Helm mit schwarz-silbernen Decken der goldene Adler wachsend.[4]
- Wappen von 1813: Der Schild geteilt, oben in Gold ein gekrönter schwarzer Doppeladler, unten in Silber drei blaue Sparren übereinander. Auf dem Helm mit rechts schwarz-goldenen, links blau-silbernen Decken ein offener schwarzer Flug.[5]

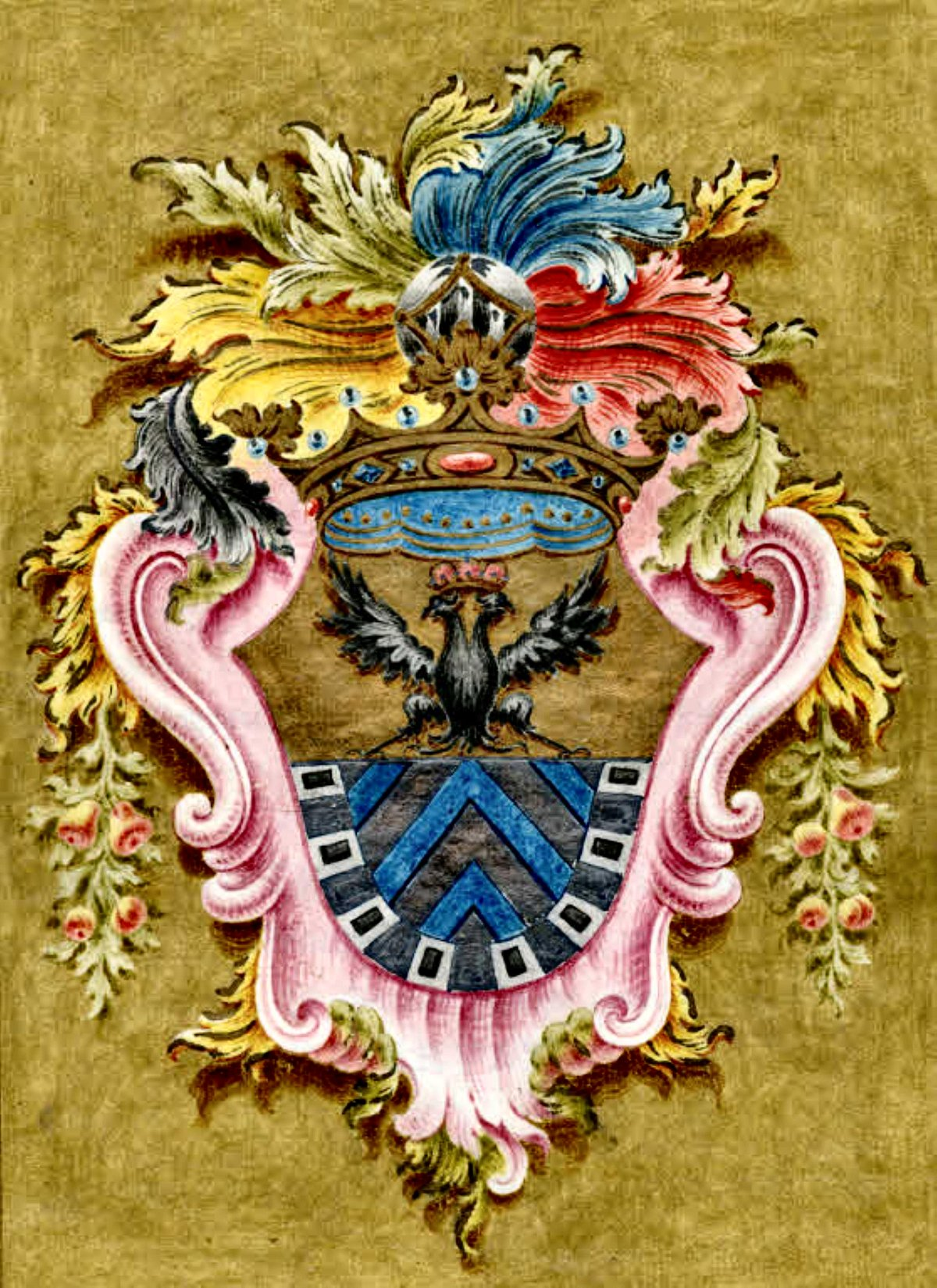
Wappen von 1772
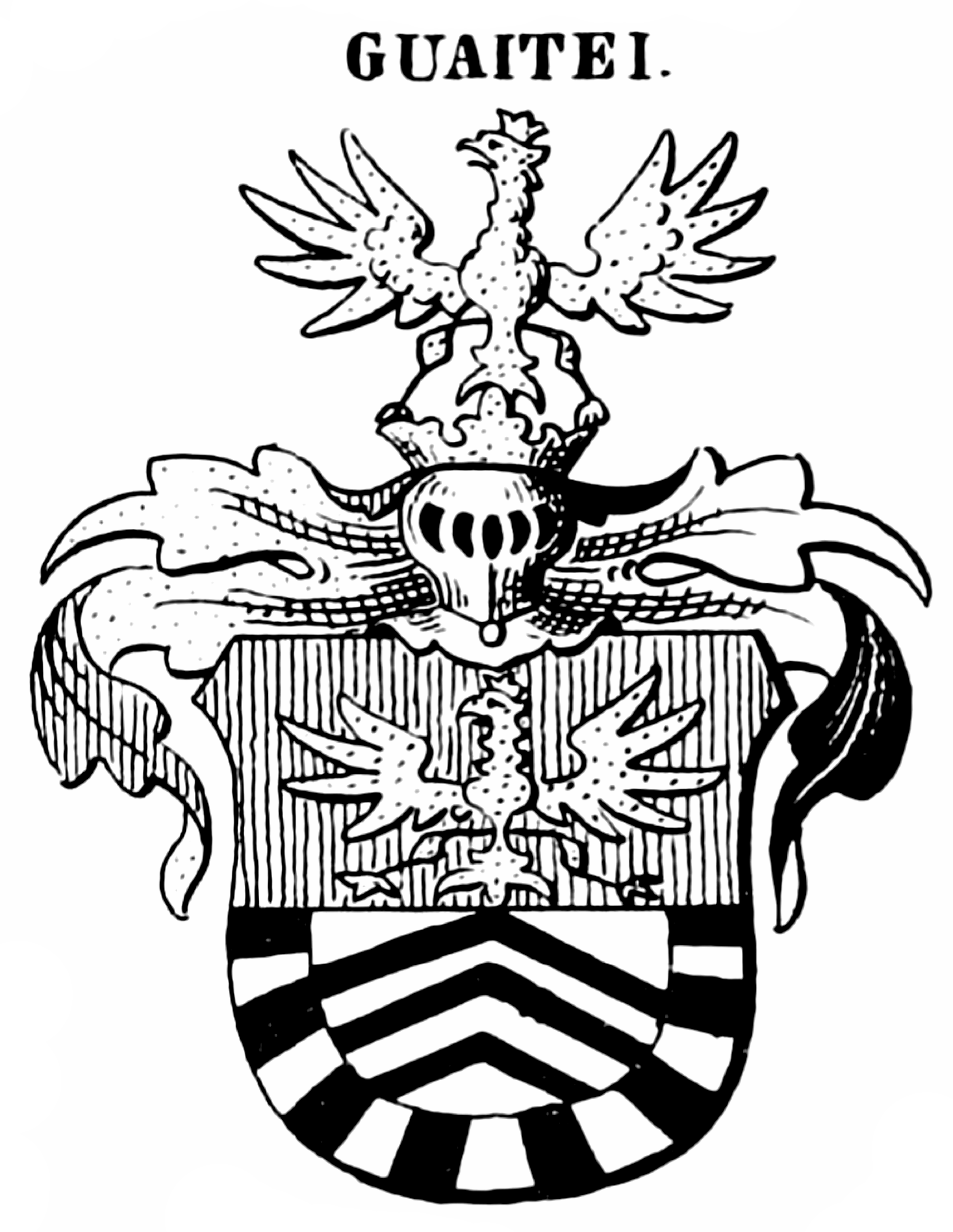
Wappen (1754 Preußen)
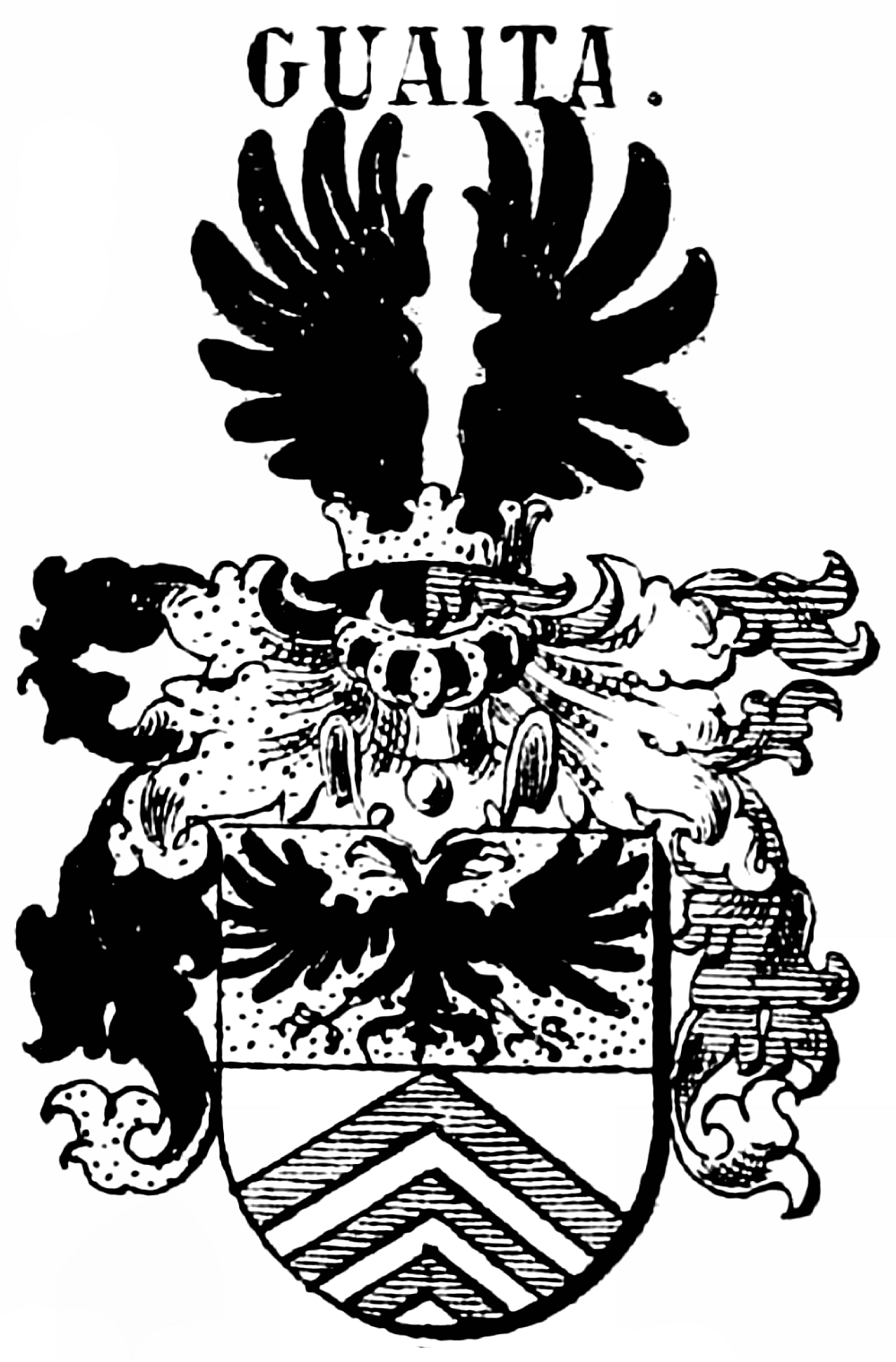
Wappen (Preußen)
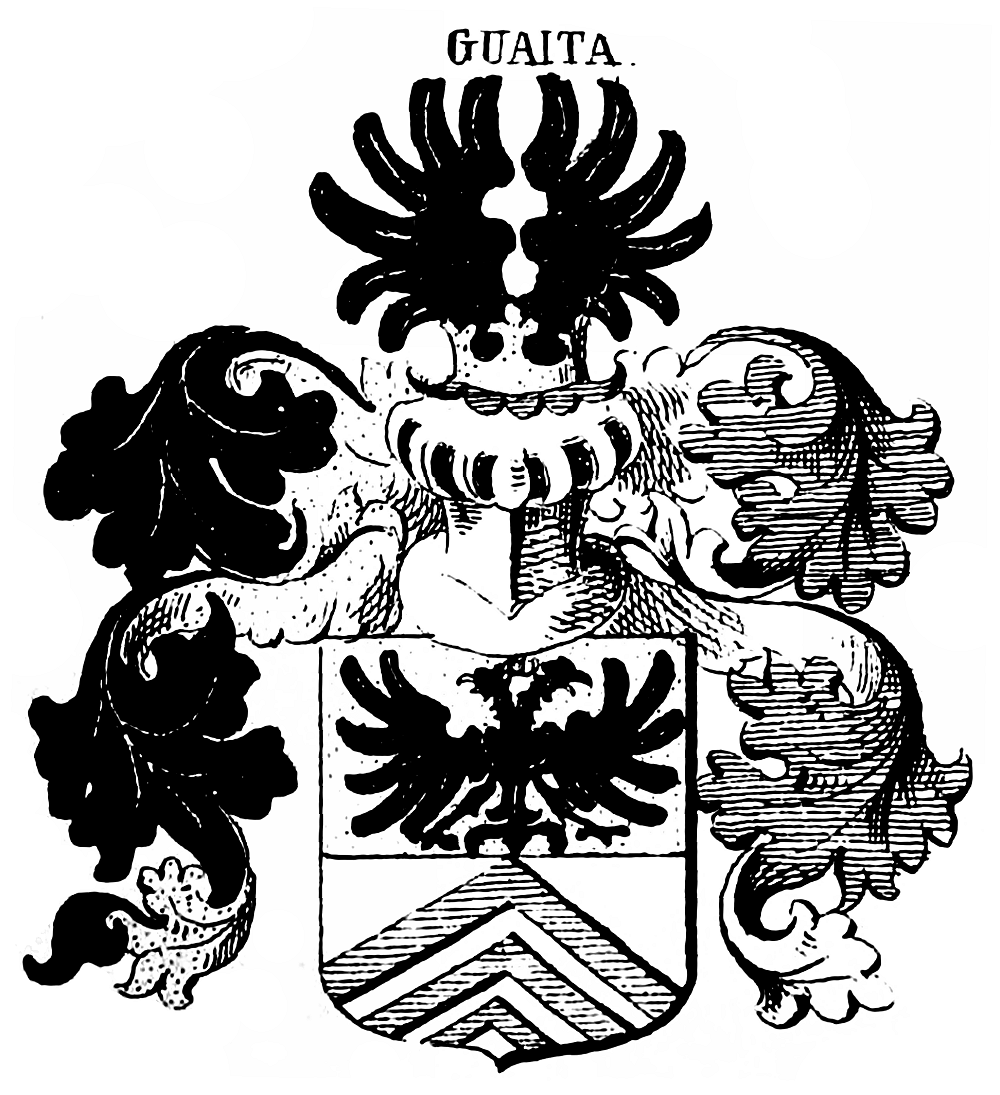
Wappen (Frankfurt)